# Эневольдсен, Томас
То́мас Э́невольдсен (дат. Thomas Enevoldsen, 27 июля 1987, Ольборг, Дания) — датский футболист, полузащитник. Выступал в сборной Дании.

## Клубная карьера
Томас Эневольдсен начал карьеру профессионального футболиста в клубе, представляющем его родной город Ольборг, дебютировав в чемпионате Дании в июле 2005 года. За первые 2 сезона в своей профессиональной карьере полузащитник сыграл в общей сложности 13 матчей. Третий сезон оказался для Томаса намного удачнее 2 предыдущих: игрок закрепился в основном составе, а «Ольборг» завоевал третий в своей истории чемпионский титул; в апреле 2008 года Томас был назван игроком месяца датской Суперлиги.
Игра молодого полузащитника во внутреннем первенстве, а также в розыгрышах Лиги чемпионов и Кубка УЕФА, привлекла к Томасу Эневольдсену внимание зарубежных клубов; среди претендентов на него, в частности, называлась португальская «Бенфика». В межсезонье-2009 футболист заключил пятилетний контракт с «Гронингеном»; трансфер обошёлся нидерландскому клубу в 1,25 млн евро (9,3 млн крон).
В августе 2017 года перешёл в нидерландский клуб НАК Бреда. Спустя полгода покинул команду.
10 февраля 2018 года присоединился к клубу американского второго дивизиона «Ориндж Каунти». В сезоне USL 2018 с 20 голами стал вторым лучшим бомбардиром лиги и был включён в первую символическую сборную года.
29 января 2019 года подписал контракт с клубом «Инди Илевен». Дебютировал за клуб из Индианы 9 марта в матче стартового тура сезона 2019 против «Сент-Луиса». 15 марта в матче против «Шарлотт Индепенденс» забил свой первый гол за «Инди Илевен».
12 августа 2019 года перешёл в клуб «Сакраменто Рипаблик», подписав контракт на оставшуюся часть сезона 2019. Дебют за клуб из столицы Калифорнии в матче против «Колорадо-Спрингс Суитчбакс» 17 августа отметил дублем.
25 декабря 2019 года вернулся в «Ориндж Каунти».
1 сентября 2020 года вернулся играть на родину, отправившись в аренду в клуб Первого дивизиона «Хобро» до конца года.
27 ноября 2020 года перезаключил контракт с «Ориндж Каунти» на сезон 2021. 28 ноября 2021 года в финале Чемпионшипа ЮСЛ 2021, в котором «Ориндж Каунти» обыграл «Тампа-Бэй Раудис» со счётом 3:1 и завоевал чемпионский титул, Эневольдсен отыграл заключительные полчаса после выхода на замену, проведя на поле свои последние минуты в футбольной карьере.

## Карьера в сборной
За молодёжные сборные Дании разных возрастов Томас Эневольдсен провёл в общей сложности 26 матчей. В октябре 2009 года полузащитник впервые был вызван в основную национальную сборную для участия в отборочных играх чемпионата мира. Дебют Томаса Эневольдсена в сборной страны состоялся в матче против сборной Венгрии. В мае 2010 года Томас забил свой первый гол за сборную в товарищеском матче со сборной Сенегала.

## Статистика

### Матчи Эневольдсена за сборную Дании
| Матчи Эневольдсена за сборную Дании | Матчи Эневольдсена за сборную Дании | Матчи Эневольдсена за сборную Дании | Матчи Эневольдсена за сборную Дании | Матчи Эневольдсена за сборную Дании | Матчи Эневольдсена за сборную Дании |
| ----------------------------------- | ----------------------------------- | ----------------------------------- | ----------------------------------- | ----------------------------------- | ----------------------------------- |
| №                                   | Дата                                | Соперник                            | Счёт                                | Голы Эневольдсена                   | Соревнование                        |
| 1                                   | 14 октября 2009                     | Венгрия                             | 0:1                                 | —                                   | Чемпионат мира 2010 (отбор)         |
| 2                                   | 14 ноября 2009                      | Республика Корея                    | 0:0                                 | —                                   | Товарищеский матч                   |
| 3                                   | 18 ноября 2009                      | США                                 | 3:1                                 | —                                   | Товарищеский матч                   |
| 4                                   | 27 мая 2010                         | Сенегал                             | 2:0                                 | 1                                   | Товарищеский матч                   |
| 5                                   | 1 июня 2010                         | Австралия                           | 0:1                                 | —                                   | Товарищеский матч                   |
| 6                                   | 5 июня 2010                         | ЮАР                                 | 0:1                                 | —                                   | Товарищеский матч                   |
| 7                                   | 14 июня 2010                        | Нидерланды                          | 0:2                                 | —                                   | Чемпионат мира 2010                 |
| 8                                   | 11 августа 2010                     | Германия                            | 2:2                                 | —                                   | Товарищеский матч                   |
| 9                                   | 9 февраля 2011                      | Англия                              | 1:2                                 | —                                   | Товарищеский матч                   |
| 10                                  | 26 марта 2011                       | Норвегия                            | 1:1                                 | —                                   | Чемпионат Европы 2012 (отбор)       |
| 11                                  | 29 марта 2011                       | Словакия                            | 2:1                                 | —                                   | Товарищеский матч                   |

Итого: 11 матчей / 1 гол; 3 победы, 3 ничьи, 5 поражений.

## Достижения
«Ольборг»
- Чемпион Дании: 2007/08

«Ориндж Каунти»
- Победитель Чемпионшипа ЮСЛ: 2021

## Интересные факты
Отец Томаса Эневольдсена, Петер Эневольдсен также был профессиональным футболистом и также выступал за «Ольборг».